# Шихов, Александр Никитович
Алекса́ндр Ники́тович Ши́хов (14 августа 1914, Песчанка, Вятская губерния — 13 сентября 1995, Москва) — советский военный деятель, активный деятель советского партизанского движения в годы Великой Отечественной войны, подполковник НКВД СССР, Герой Советского Союза (1944).

## Биография
Родился 14 августа 1914 года в деревне Песчанке (ныне Оричевский район, Кировская область) в крестьянской семье. Окончил 10 классов средней школы. Работал в городе Кирове на машиностроительном заводе, затем в облисполкоме.
Служил в РККА с 1936 года по 1938 год. В 1941 году продолжил службу, но уже в войсках НКВД.
В июне 1941 года старший лейтенант Шихов был зачислен в Отдельную мотострелковую бригаду особого назначения НКВД СССР. А 17 сентября этого года включён в Особую группу НКВД, куда вошли кадровые работники госбезопасности, пограничники и лучшие спортсмены. Засекреченная группа, о существовании которой знали немногие, использовалась для обеспечения безопасности Иосифа Сталина и других деятелей правительства.
В октябре — декабре 1941 года командир взвода 1-й роты 1-го мотострелкового полка ОМСБОН НКВД СССР А. Шихов участвовал в битве за Москву. Его взвод занимался минированием шоссе Москва — Дмитров, зоны канала Москва — Волга, сооружал инженерные заграждения.
В 1942 году перед ОМСБОН были поставлены следующие задачи: нанесение ударов по тылам врага, организация партизанского движения и выполнение разведывательных заданий Верховного Главнокомандования. Шихов был поставлен во главе разведгруппы, которая готовилась к боевой работе несколько месяцев.
С 25 мая по 7 сентября 1943 года командовал отрядом спецназначения «Почин» в тылу врага, на оккупированной территории Черниговской области УССР и на территории нынешней Брянской области в основном на участке железной дороги Гомель-Макошино. За период с 25 мая по 7 сентября 1943 года подорвано 13 эшелонов противника, в том числе четыре с живой силой. Убито до 700 немецких солдат и офицеров, 3 бургомистра. Добыты ценные разведданные и передано три донесения о действиях противника в районе Гомель — Макошино.
В начале января 1944 года Александр Никитович во главе разведывательно-диверсионного отряда «Богатыри» (46 бойцов) перешёл линию фронта. Отряд должен был провести оперативную разведку вдоль железной дороги «Минск — Барановичи — Лунинец». Отряд действовал на территории Минской, Полесской и Барановической областей, где разведчики посещали населённые пункты, расклеивали там специальные листовки и сводки Совинформбюро. Была налажена связь с местными партизанскими отрядами. Отряд создал лесной гарнизон близ деревни Чудин, там был введён армейский порядок с караулами, дневальными, утренними осмотрами и вечерней поверкой. Сам Шихов лично ходил в разведывательные походы.
На железнодорожных путях были налажены диверсии, отряд Шихова нанёс составам противника огромный вред. Одной из групп отряда на перегоне «Барановичи — Лунинец» удалось, ликвидировав из бесшумной винтовки часовых, заложить взрывчатку перед железнодорожным мостом. В эшелоне противника от детонации начали рваться снаряды и авиационные бомбы. На неделю линия была полностью выведена из строя.
После каждой диверсии диверсантами составлялся специальный акт, в котором указывался день, час взрыва, число пошедших под откос вагонов. Такой акт подписывали местные железнодорожники.
В апреле 1944 года А. Н. Шихов лично возглавил диверсию на железной дороге вблизи станции Люсино, на которую накануне прибыл немецкий бронепоезд. Благодаря умелым и решительным действиям подрывников поезд был уничтожен.
Через подпольщиц Христину Плевако и Анну Сечко командир Александру Николаевичу удалось узнать о расположении важного стратегического немецкого аэродрома, склада боеприпасов и бензохранилища под городом Слуцк. Получив донесение, советская авиация нанесла мощный удар по этим важным объектам.
С января по июль 1944 года отряду Шихова удалось уничтожить 42 эшелона с живой силой, техникой и боеприпасами. В засадах на автодорогах было уничтожено ещё 2 танка, 9 автомашин, пушка и полевая кухня. Десятки раз по его сведениям поднимались на бомбардировку советские самолёты.
Указом Президиума Верховного Совета СССР от 5 ноября 1944 года за образцовое выполнение заданий командования в борьбе против немецко-фашистских захватчиков в тылу противника и проявленные при этом отвагу и геройство Шихову было присвоено звание Героя Советского Союза.
С конца 1944 по август 1945 года А. Н. Шихов командовал спецотрядами «Западные» и «Лесные».
После войны Шихов служил в органах госбезопасности, окончил военный институт. В 1970 году ушёл в отставку в звании подполковника. Жил в Москве.
Умер 13 сентября 1995 года. Похоронен в Москве на Троекуровском кладбище.

## Награды
- Медаль «Золотая Звезда» № 4538;
- орден Ленина;
- два ордена Красного Знамени;
- орден Отечественной войны I степени;
- орден Красной Звезды;
- другие награды.